# Amano Yuki
Yuki Amano (天野 悠貴 Amano Yūki, sinh ngày 17 tháng 4 năm 2000) là cầu thủ bóng đá người Nhật Bản thi đấu ở vị trí tiền vệ cho câu lạc bộ Tokyo tại J1 League.

## Sự nghiệp thi đấu
Amano sinh ngày 17 tháng 4 năm 2000 tại Tokyo. Anh gia nhập câu lạc bộ tại J1 League FC Tokyo từ đội trẻ năm 2018.